# Right Here (chanson de SWV)
Pour les articles homonymes, voir Right Here.
Singles de SWV
I'm So Into You
(1993)
Right Here est une chanson du groupe américain SWV, issue de leur premier album, It's About Time, et sortie en single en 1992 sous le label RCA Records.
Alors que Right Here obtient un faible succès dans les classements musicaux, la version remixée du titre, également présente sur l'album, sort en single 1993 et obtient un franc succès. Intitulée Right Here (Human Nature Remix), elle est basée autour d'un échantillon (sample) de la chanson Human Nature (1983) de Michael Jackson. Elle atteint la première position du Hot R&B/Hip-Hop Songs et la deuxième du Billboard Hot 100 aux États-Unis. Elle s'est vendue à 500 000 exemplaires dans ce pays (disque d'or de la RIAA). A l'international, la chanson s'est classée dans les classements musicaux de plusieurs pays, dont une troisième place au UK Singles Chart (Royaume-Uni). 
Le magazine Billboard a classé Right Here (Human Nature Remix) en 17e position sur la liste des 100 plus grandes chansons de groupes féminins de tous les temps.

## Crédits

### Right Here(version album original)
- Brian Alexander Morgan (en) : paroles, composition, production, claviers, programmation de batteries, programmation, ingénierie de mixage
- Tamara Johnson : rap
- Larry Funk, Pat Green, Nat Foster : ingénierie d'enregistrement
- Roey Shamir, Hal Belknap : ingénierie de mixage

### Human Nature Remix
- Brian Alexander Morgan : auteur, production
- Teddy Riley : remix, production, programmation de batteries
- Allen "Allstar" Gordon, Franklyn Grant : assistants production remix
- Pharrell Williams : rap
- Steve Porcaro : auteur
- John Bettis : auteur
- Franklyn Grant : ingénierie de mixage

## Classements et certifications
| Classement (1992-1993)         | Meilleure position |
| ------------------------------ | ------------------ |
| États-Unis (Hot 100)           | 92                 |
| États-Unis (R&B/Hip-Hop Songs) | 16                 |

| Classement (1993)                      | Meilleure position |
| -------------------------------------- | ------------------ |
| Allemagne (GfK Entertainment)          | 33                 |
| Australie (ARIA)                       | 20                 |
| Belgique (Flandre Ultratop 50 Singles) | 28                 |
| Canada (Top Singles)                   | 19                 |
| Canada (Dance/Urban)                   | 5                  |
| États-Unis (Hot 100)                   | 2                  |
| États-Unis (R&B/Hip-Hop Songs)         | 1                  |
| États-Unis (Pop Airplay)               | 4                  |
| États-Unis (Rhythmic Songs)            | 1                  |
| Europe (Eurochart Hot 100)             | 11                 |
| France (SNEP)                          | 31                 |
| Islande (Íslenski Listinn)             | 35                 |
| Irlande (IRMA)                         | 10                 |
| Pays-Bas (Nederlandse Top 40)          | 14                 |
| Pays-Bas (Single Top 100)              | 16                 |
| Nouvelle-Zélande (RMNZ)                | 7                  |
| Royaume-Uni (UK Singles Chart)         | 3                  |
| Suède (Sverigetopplistan)              | 21                 |
| Zimbabwe (ZIMA)                        | 1                  |

| Classement (1993)                    | Position |
| ------------------------------------ | -------- |
| États-Unis (Hot 100)                 | 29       |
| États-Unis (Hot R&B/Hip-Hop Songs),  | 17       |
| Europe (Eurochart Hot 100)           | 97       |
| Nouvelle-Zélande (Recorded Music NZ) | 33       |
| Pays-Bas (Nederlandse Top 40)        | 87       |

### Certifications
Pour le titre Right Here (Human Nature Remix) :
| Région                                                                  | Certification | Ventes/Streams |
| ----------------------------------------------------------------------- | ------------- | -------------- |
| Australie (ARIA)                                                        | Or            | 35 000^        |
| États-Unis (RIAA)                                                       | Or            | 500 000^       |
| ^Mise en rayon selon la certification xNon précisé par la certification |               |                |

## Divers
- Le titre comprend une partie rappée par un jeune artiste alors inconnu : Pharrell Williams.
- Right Here (Human Nature Remix) a été repris par Jason Nevins et Tupac Shakur pour leur titre Thug Nature, puis par Chris Brown pour son single She Ain't You (2011) extrait de l'album F.A.M.E.